# Jean Rouch
Jean Rouch (Parijs, 31 mei 1917 - Birni-N'Konnini, 18 februari 2004) was een Franse filmregisseur en antropoloog.
Hij wordt beschouwd als een van de grondleggers van de cinéma vérité in Frankrijk.  Rouch's praktijk als filmmaker, gedurende meer dan 60 jaar in Afrika, werd gekenmerkt door het idee van « gedeelde antropologie ». Onder invloed van zijn ontdekking van het surrealisme in zijn vroege twintiger jaren, vervagen veel van zijn films de grens tussen fictie en documentaire, waardoor een nieuwe stijl ontstaat: etnofictie. De Franse New Wave filmmakers begroetten Rouch als een van hun eigen. 
In zijn commentaar op Rouch's werk als iemand "belast met het onderzoek voor het Musée de l'Homme" in Parijs, zei Godard: "Bestaat er een betere definitie voor een filmmaker?"
In 1980 ontving hij een eredoctoraat van de Universiteit Leiden.

## Filmografie (selectie)
- 1954: Les maîtres fous
- 1958: Moi, un noir
- 1961: La Pyramide humaine
- 1961: Chronique d'un été
- 1965: Paris vu par...
- 1973: L'An 01
- 1977: Cocorico! Monsieur Poulet
- 1976: Babatu
- 1984: Dionysos